# إد بليس
إد بليس (بالإنجليزية: Ed Bliss)‏ هو صحفي أمريكي، ولد في 30 يوليو 1912 في فوزهو في الصين، وتوفي في 25 نوفمبر 2002 في الإسكندرية في الولايات المتحدة.